# Soyouz TMA-5
Soyouz TMA-5 était une mission Soyouz à destination de la Station spatiale internationale.

## Équipage
Décollage: 
- Salizhan Sharipov (2)
- Leroy Chiao (4) - USA
- Yuri Shargin (1)

Atterrissage:
- Salizhan Sharipov (2)
- Leroy Chiao (4) - USA
- Roberto Vittori (2) - ESA (Italie)

## Paramètres de la mission
- Masse: n.c. kg
- Périgée: 200 km
- Apogée: 252 km
- Inclinaison: 51.7°
- Période: 88.7 minutes